# Dumm und dümmerer
Dumm und dümmerer (Originaltitel: Dumb and Dumberer: When Harry Met Lloyd) ist eine US-amerikanische Filmkomödie aus dem Jahr 2003 und gleichzeitig ein Prequel zum Film Dumm und Dümmer aus dem Jahr 1994. Regie führte Troy Miller, der den Film mitproduzierte und auch mit Robert Brener zusammen das Drehbuch schrieb.

## Handlung
Harry Dunne wird nach mehreren Jahren zu einer öffentlichen Schule zugelassen. Er lernt dort den adoptierten Lloyd Christmas kennen, mit dem er sich anfreundet. Christmas wird von einem anderen Schüler, Turk, drangsaliert.
Der Schuldirektor Collins richtet für Dunne, Christmas und einige weitere Schüler eine Sonderklasse ein, um von der Stadtverwaltung die Förderung zu erschwindeln. Die für die Schülerzeitung tätige Jessica recherchiert. Collins wird bloßgestellt und festgenommen, worauf Dunne und Christmas als Helden gefeiert werden. Diese beschließen, um Jessica nicht zu werben, um die Freundschaft nicht zu gefährden. Turk findet eine Freundin, die Austauschschülerin Ching Chong.
Am Ende treffen Dunne und Christmas zwei junge Frauen, die die Freunde zu einer Party mitnehmen wollen. Sie streiten kurz, wer welche der Frauen „nehmen“ soll, und schicken beide fort.

## Kritiken
Mick LaSalle spottete in der San Francisco Chronicle vom 13. Juni 2003, der Titel klinge wie eine schlechte Idee – der Film selbst beseitige die restlichen Zweifel. Es wäre höflich, ihn als misslungen zu bezeichnen. Er wirke verglichen mit dem Originalfilm wie eine Operation, bei der dem Patienten sämtliche lebenswichtige Organe entnommen würden, um ihm eine dritte Hand zu implantieren.
Das Lexikon des internationalen Films schrieb, der Film sei „weder witzig und originell noch so konsequent ‚daneben‘ wie sein Vorgänger, sodass er in jeder Beziehung ebenso einfallslos wie sein Titel“ erscheine.
Die Zeitschrift Cinema schrieb, der Film sei ein „hirnloser Abklatsch“ der ersten Komödie – „noch dümmererer, als der Titel befürchten“ lasse. Die „affigen Mätzchen“ seien „nicht ansatzweise so hintersinnig und komisch“ wie die Gags des Originalfilms. Es sei ebenfalls dumm, „dass für diesen Dünnsinn trotzdem der volle Eintrittspreis verlangt“ würde. Die Zeitschrift riet zum „Mut zur Videopremiere“ mit der Begründung, dass „dieser spaßfreie Dilettanten-Stadl im Kino nichts verloren“ habe.
Prisma nannte das Prequel „Dumpfbackenhumor der übelsten Sorte“. Das einzig positive wäre die Auswahl der Darsteller. „Was bei den Farrelly Brüdern [Anmerkung: im ersten Film] wenigstens noch ab und zu witzig war, nervt hier nur.“ Das Fazit war daher deutlich: „Ein lästiges Ärgernis!“

## Auszeichnungen
Eric Christian Olsen und Derek Richardson wurden im Jahr 2003 für den Teen Choice Award nominiert. 2004 war der Film in den Kategorien Schlechteste Neuverfilmung oder Fortsetzung, Schlechteste Filmpaarung und Schlechtestes Drehbuch für die Goldene Himbeere nominiert.

## Hintergründe
Der Film wurde in Atlanta und in einigen anderen Orten in Georgia gedreht. Die Produktionskosten wurden auf 19 Millionen US-Dollar geschätzt. Der Film spielte in den US-Kinos ca. 26,2 Millionen US-Dollar ein.

## Trivia
Shia LaBeouf hatte für die Rolle des Lloyd Christmas und Josh Braaten für die des Harry Dunne vorgesprochen. Beide wurden nicht besetzt, da sie laut Regisseur Troy Miller zu „attraktiv“ für diese beiden Charaktere gewesen wären; stattdessen bekamen sie nur Nebenrollen.